# Epacridaceae
Epacridaceae is een botanische naam, voor een familie van tweezaadlobbige planten. Een familie onder deze naam wordt vrij algemeen erkend door systemen voor plantentaxonomie, maar niet door het APG-systeem (1998) en het APG II-systeem (2003): deze voegen de betreffende planten in bij de vergrote Ericaceae (de heidefamilie), als de onderfamilie Styphelioideae.
Het betreft een matig grote familie (enkele honderden soorten) van houtige planten, op het Zuidelijk Halfrond.
In het Cronquist-systeem (1981) is de plaatsing van de familie in de orde Ericales.